# Збройні сили Кабо-Верде
Збройні сили Кабо-Верде (порт. Forças Armadas de Cabo Verde) — сукупність військ Республіки Кабо-Верде, призначена для захисту свободи, незалежності і територіальної цілісності держави. Складаються з національної гвардії та берегової охорони.

## Склад збройних сил

### Національна гвардія
Національна гвардія (порт. Guarda Nacional) є головною складовою частиною Збройних сил Кабо-Верде. Вона призначена для військової оборони країни і може використовуватися для проведення наземних та десантних операцій, а також забезпечення внутрішньої безпеки.
Крім того, національна гвардія може залучатися для забезпечення виконання режиму облогового чи надзвичайного стану; запобігання тероризму та боротьби з ним та забезпечення безпеки державних органів та стратегічних об'єктів; співпрацювати з компетентними органами в питаннях безпеки людей і товарів, а також в запобіганні та боротьбі з торгівлею наркотиками, зброєю і людьми та іншими формами організованої злочинності; брати участь у національній системі цивільного захисту; виконувати місії в рамках прийнятих міжнародних зобов'язань; співпрацювати у завданнях, пов'язаних із захистом навколишнього середовища, задоволенням основних потреб та покращенням умов життя населення і виконувати інші місії, що відповідають інтересам суспільства.
Для забезпечення автономної діяльності підрозділів, розташованих на різних островах архіпелагу, створені три територіальні командування, безпосередньо підлеглих начальнику Генерального штабу Збройних сил:
Командування 1-го військового регіону (порт. Comando da Primeira Região Militar) (зі штабом у місті Мінделу)
Командування 2-го військового регіону (зі штабом у місті Ешпаргуш)
Командування 3-го військового регіону (зі штабом у місті Прая).